# 翁贝托国王级铁甲舰
翁贝托国王级铁甲舰（義大利語：Classe Re Umberto）是一批在1880年代到1890年代为意大利海军建造的铁甲舰。本级三艘军舰分别是“翁贝托国王”号、“西西里”号和“撒丁”号，它们是19世纪70年代意大利在1866年的利萨战役中战败后开始的一项重大海军扩张计划的高潮。翁贝托国王级在此前意大利级铁甲舰的设计之上融入了一些创新，包括对主炮组的更有效的安排、无线电报的安装，以及在“撒丁”号上首次在意大利主力舰使用三胀蒸汽机。本级舰由贝纳德通·伯林设计。一如其早期方案，本舰级设计保留了非常薄的装甲保护和高航速。
本级三舰的服役生涯头十年都在现役舰队中平稳服役。1905年时，三舰都被转入预备役舰队。1911年意土战争爆发时，这几艘舰只被征用作训练舰。在战争冲突期间，三舰在为在利比亚作战的意大利军队提供火力支援并参与夺取包括的黎波里在内的多个奥斯曼帝国港口。第一次世界大战期间，“撒丁”号在威尼斯充作港口警备舰，而“翁贝托国王”号在布林迪西用作浮动炮台，而“西西里”号则被改为补给舰。这三艘舰只都在战争中幸存下来并在20年代初被拆解报废。

## 设计
从19世纪70年代开始，随着意大利舰队在利萨海战中的失败，意大利人开始了一项大规模的海军扩张计划，旨在对抗奥匈帝国海军。在建造了十艘现代化铁甲舰后，翁贝托级的建造达到了这一扩张计划的第一个高潮。这些新造军舰使得意大利海军成为仅次于英国和法国的世界上第三大海军。三艘翁贝托级铁甲舰由贝纳德通·伯林负责设计，当时他是意大利海军工程委员会的主席，并监督了大部分铁甲舰建造工程。1883年，本级前两艘得到建造授权，1885年，时任海军部长的伯林提议建造了本级的第三艘。

### 常规特性和轮机

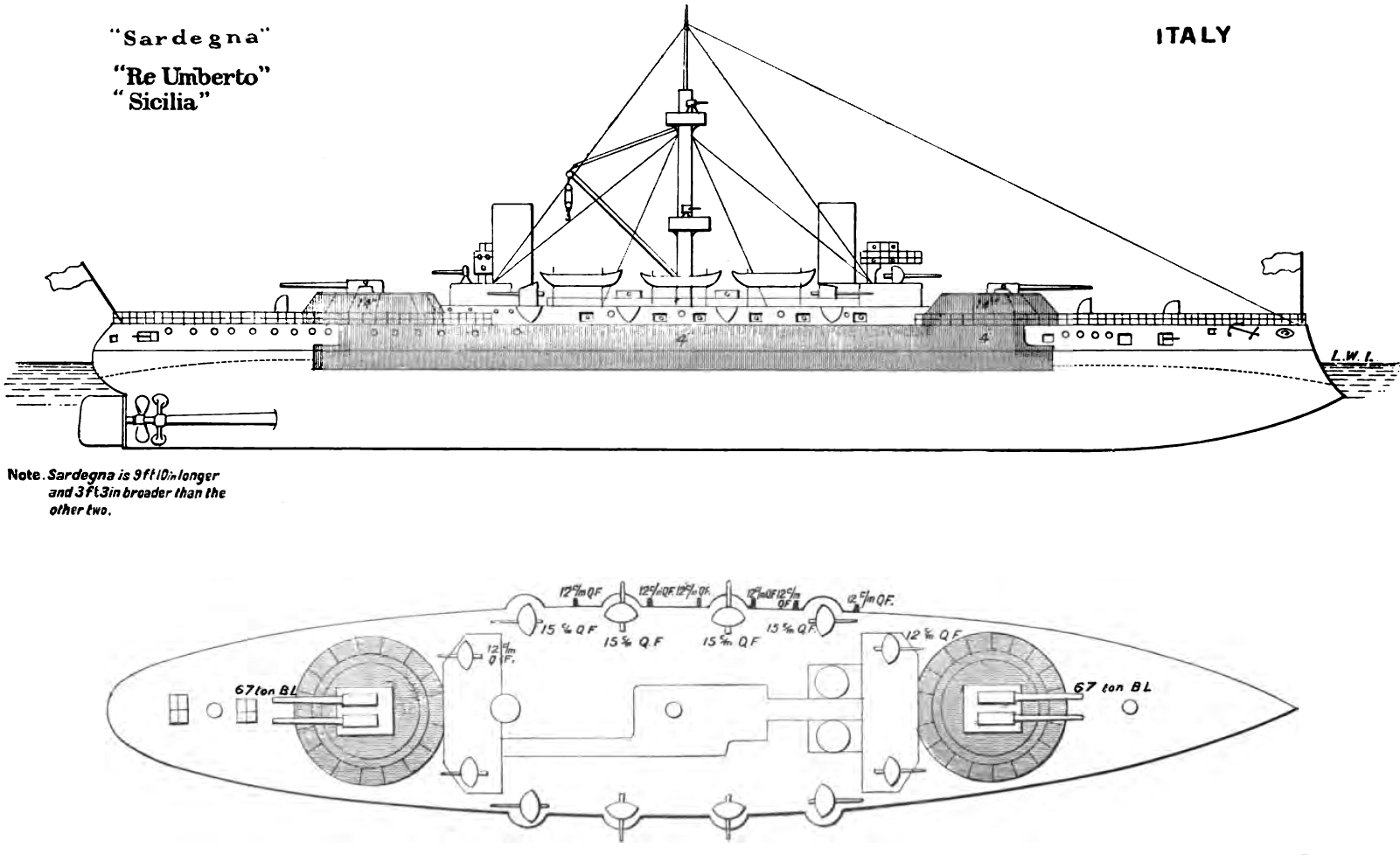
来自《海军年鉴》的右立面和甲板平面图，阴影区域显示了装甲布局的范围

本级三舰在尺寸上略有不同，“翁贝托国王”号和“西西里”号的长宽相同，但“撒丁”号的舰体更长。这三艘舰的全长在127.6至130.73（418英尺8英寸至428英尺11英寸）；舷宽都是23.44米（76英尺11英寸）。这三艘船的标准排水量在13,058至13,673長噸（13,268至13,892公噸）之间，满载排水量在14,842至15,454長噸（15,080至15,702公噸）之间，其中“西西里”号最低，“翁贝托国王”号最高。前两艘舰的吃水为9.29（30英尺6英寸），而“撒丁”号由于更长的船体，吃水减少至8.84（29英尺）。舰上安装了一根带有两层战斗桅楼的战斗桅。“撒丁”号是最早配备马可尼新型无线电报机的军舰之一。本级各舰的舰员配置规模也有所不同，“翁贝托国王”号上配备有733名军官和士兵，“西西里”号上有736人，“撒丁”号上有794人。
“翁贝托国王”号和“西西里”号的推进系统由一对水平复式蒸汽机驱动单螺旋桨，蒸汽由18台燃煤的圆筒形火管锅炉提供。这些船的发动机由安萨尔多基于莫兹利父子与菲尔德公司的设计而制造。而“撒丁”号则配备了一对三胀式蒸汽机，具有相同数量和类型的锅炉；该舰也是第一艘配备三胀式发动机的意大利军舰。舰载锅炉通过三个烟囱排气，两个烟囱位于指挥塔后方并列，第三个烟囱更靠后。“翁贝托国王”号的发动机以19,500匹指示馬力（14,500千瓦特）的功率产生最高航速为18.5節（34.3每小時；21.3英里每小時），而“西西里”号以19,131匹指示馬力（14,266千瓦特）的功率达到20.1節（37.2每小時；23.1英里每小時），“撒丁”号以22,800匹指示馬力（17,000千瓦特）的功率达到20.3節（37.6每小時；23.4英里每小時）。各舰的巡航半径的具体数据没有留存下来，但该舰级的舰只可以以10節（19每小時；12英里每小時）的速度航行4,000至6,000海里（7,400至11,100；4,600至6,900英里）。

### 武器和装甲

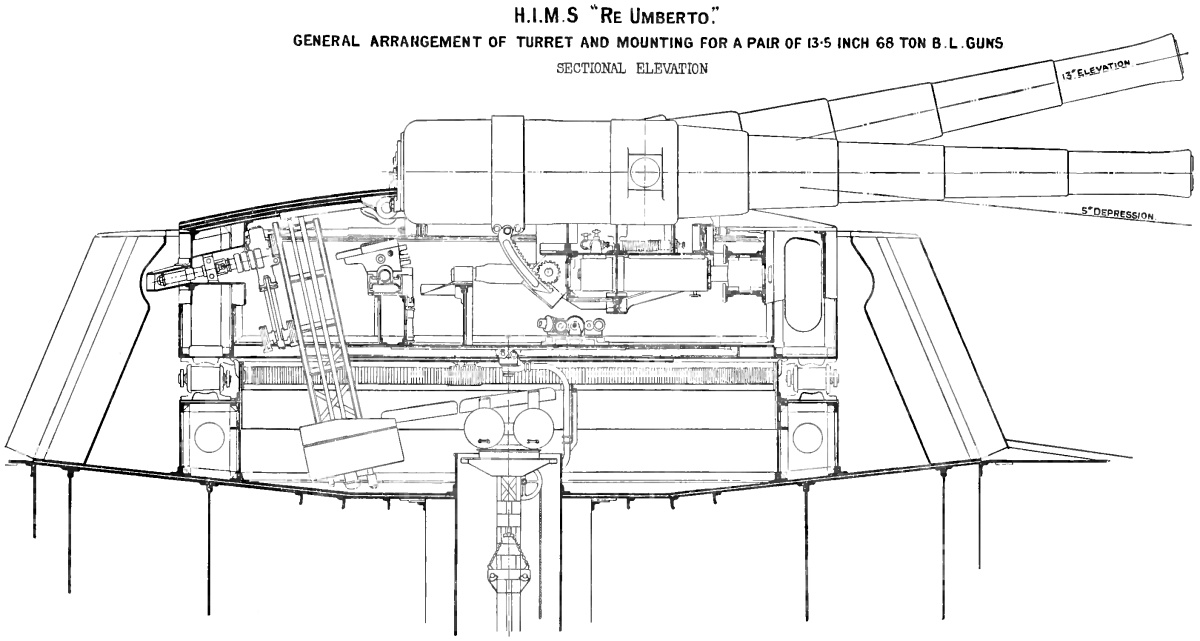
13.5英寸炮的炮座

翁贝托国王级舰只装备有四门343（13.5英寸）30倍径主炮组，被分别安装在舰首和舰尾各一座炮塔上。这种布置比之前的设计更高效，之前的设计将两对炮安装在中央炮座上，限制了其射击角度。这些炮是由阿姆斯特朗-惠特沃斯制造的B型炮。这些炮发射重达570（1,250英磅）的带盖穿甲弹，使用230（507英磅）的黑色火药装药，产生的初速为575每秒（1,886英尺每秒）。这些炮的仰角可达15度，俯角可达-5度；仰角由手动控制，装填需要将炮仰角调整至15度。
舰上还携带了8门152毫米（6英寸）40倍径的副炮，单独安装在上层甲板上的护盾炮架上，每侧四门。用于对付鱼雷艇的近程防御由翁贝托国王级舰艇上层甲板上的16门120毫米（4.7英寸）炮提供，每侧八门。“西西里”号和“撒丁”号舰艇都配备了20门同型号炮，每侧各10门。此外还有16门57毫米（2.2英寸）43倍径炮和10门37（1.5英寸）炮提供支援。作为当时主力舰的惯例，它们还配备了5具450（17.7英寸）的水上鱼雷发射管。这些鱼雷携带41（90英磅）的弹头，射程为400（1,300英尺），速度为30節（56每小時；35英里每小時）。
相较于其巨大的舰体，其上装备的却只是轻装甲，由此带来的重量减轻使得其能够达到高速度，这在当时的意大利主力舰设计中是很典型的。这一点尤其适用于伯林设计的舰船，他认为当时的装甲技术无法抵挡同时代的重型火炮。舰上装甲由施奈德-克勒索制造的钢材构成。其中，舰体由4英寸（102）厚的水线装甲带和76（3英寸）厚的甲板包覆。舰首指挥塔两侧装有300（11.8英寸）钢板装甲。主炮四面装甲厚4英寸（102），支撑炮座装甲厚349（13.75英寸）。副炮则装备有51（2英寸）的炮盾。

## 舰只
| 舰名                | 建造者               | 开建           | 下水           | 完工          |
| ------------------- | -------------------- | -------------- | -------------- | ------------- |
| “翁贝托国王”号 （） | 斯塔比亚堡皇家造船厂 | 1884年7月10日  | 1888年10月17日 | 1893年2月16日 |
| “西西里”号 （）     | 威尼斯军械库         | 1884年11月3日  | 1891年7月6日   | 1895年5月4日  |
| “撒丁”号 （）       | 拉斯佩齐亚兵工厂     | 1885年10月24日 | 1890年9月20日  | 1895年2月16日 |

## 服役记录

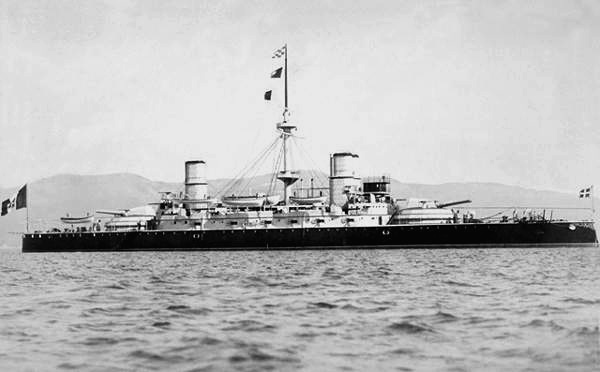
“撒丁”号在服役初期

在本级舰只服役的第一个十年里，这三艘船都在意大利舰队的现役中队中平稳服役。“翁贝托国王”号和“撒丁”号一起在1895年访问了英国和德国并参加了基尔运河开通仪式。在1897年希土战争之前，这些舰只参加了克里特岛附近的一次国际性海军示威活动。1905年，三舰全都转入预备舰队，取而代之的是更现代化的前无畏舰“海军上将圣邦”号和玛格丽特皇后级。
这三艘船在1911年至1912年的意土战争中参与了多次重要的战斗行动，主要是在利比亚支援意大利军队作战。从1911年10月到12月，这些船只驻扎在的黎波里附近，对奥斯曼帝国的防御设施进行炮击，为初始登陆作战做准备，并在意大利军队夺取城市后继续提供炮火支援。在返回意大利补给后，这些船只被指派护送运兵船队于1912年6月至8月攻击利比亚的其他港口。
战争结束后，“西西里”号成为新型的无畏舰“朱利奥·恺撒”号在塔兰托的补给舰，而“翁贝托国王”号则成为热那亚的补给舰。1915年意大利参加第一次世界大战后，“撒丁”号被驻扎在威尼斯，担任保卫港口的海军力量的旗舰，而“翁贝托国王”号则返回布林迪西，作为浮动炮台重新服役。在1917年11月卡波雷托战役的惨败后，“撒丁”号从威尼斯撤退到布林迪西，后来又转移到塔兰托。1918年，“翁贝托国王”号被改装成计划中对奥匈帝国主要海军基地波拉发动攻击的突击舰，但在攻击实施之前战争就结束了。该舰于1920年被除籍并拆解报废，“西西里”号和“撒丁”号则于1923年跟随其后退役拆解。

## 脚注

### 引文
1. ↑  全国科学技术名词审定委员会 (2019)，第240頁.
2. ↑  《英汉舰船科技词汇》编辑组 (1975)，第230頁.
3. 1 2 3 4  张恩东 (2018)，第244頁.
4. 1 2  史蒂夫 (2004)，第264頁.
5. ↑  布鲁斯·泰勒 (2021)，第30頁.
6. ↑  张恩东 (2018)，第239頁.
7. ↑  Greene & Massignani (1998)，第394頁.
8. 1 2 3 4 5 6 7 8 9 10 11 12 13 14 15 16  Gardiner (1979)，第342頁.
9. ↑  《英汉舰船科技词汇》编辑组 (1975)，第675頁.
10. ↑  中国科学院编译出版委员会名词室 (1963)，第234頁.
11. ↑  劳伦斯 (2013)，第84頁.
12. ↑  Neal (1890)，第109頁.
13. ↑  Gardiner (1979)，第340–342頁.
14. ↑  Friedman (2011)，第232–233頁.
15. ↑  Friedman (2011)，第347頁.
16. ↑  Gardiner (1979)，第341–342頁.
17. ↑  吕一民 (1997)，第134頁.
18. ↑  Neal (1890)，第155頁.
19. ↑  Sondhaus (1994)，第131頁.
20. ↑  Robinson (1897)，第187頁.
21. ↑  张恩东 (2018)，第246頁.
22. ↑  史蒂夫 (2004)，第22頁.
23. ↑  张恩东 (2018)，第247頁.
24. ↑  Brassey (1905)，第45頁.
25. ↑  Gardiner (1979)，第343頁.
26. ↑  Beehler (1913)，第19–20, 47–48, 81, 90–91頁.
27. ↑  日本海人社 (2010)，第62頁.
28. 1 2  Gardiner & Gray (1985)，第256頁.
29. ↑  Sondhaus (1994)，第312–313頁.

## 期刊来源
- Brassey, Thomas A (编).  [比较实力]. The Naval Annual (Portsmouth: J. Griffin & Co.). 1905: 40–57. OCLC 937691500 （英语）.
- Neal, William George (编).  [意大利装甲舰“西西里”号的引擎]. The Marine Engineer (London: Office for Advertisements and Publication). 1890, XI: 109 （英语）.

## 拓展阅读
- Fraccaroli, Aldo. . London: Ian Allan. 1970. ISBN 978-0-7110-0105-3.